# Liste von Sakralbauten im Landkreis Berchtesgadener Land
Die Liste von Sakralbauten im Landkreis Berchtesgadener Land listet Kirchen, Kapellen und sonstige Sakralbauten im oberbayerischen Landkreis Berchtesgadener Land auf.

## Liste
| Abbildung | Inneres | Name                                                | Konfession | Gemeinde/ Ortsteil                             | Bauzeit           | Baustil/Bemerkungen |
| --------- | ------- | --------------------------------------------------- | ---------- | ---------------------------------------------- | ----------------- | --- |
|           |         | St. Laurentius                                      | röm.-kath. | Ainring                                        | 15. Jh.           | Im Kern spätgotische Saalkirche, Barockisierung und Verlängerung des Chors 1735/36, Turmzwiebel 1729 |
|           |         | St. Erasmus                                         | röm.-kath. | Ainring Bicheln                                | 15. Jh.           | Kleiner gotischer Bau, 15. Jahrhundert |
|           |         | Wallfahrtskirche Mariä Himmelfahrt                  | röm.-kath. | Ainring Feldkirchen                            | 1516–21           | Saalkirche mit Satteldach und eingezogenem, fünfseitig geschlossenem Chor, errichtet 1516–21, einbezogener Turm des Vorgängerbaus mit Scharten, um 1420, Barockisierung und Ausbau des Turmes, um 1656, Anbau der Sakristei, Mitte 17. Jh., Zwiebelhaube, frühes 18. Jh. |
|           |         | St. Severin                                         | röm.-kath. | Ainring Mitterfelden                           | 1982              | Modernes Kirchen- und Pfarrzentrum |
|           |         | Auferstehungskirche                                 | ev.-luth.  | Ainring Mitterfelden                           | 1991              | |
|           |         | St. Nikolaus                                        | röm.-kath. | Ainring Straß                                  | 1749              | Barocker Saalbau, 1749, auf spätgotischen Bauresten, Westturm mit dreifacher Zwiebelhaube |
|           |         | St. Martin                                          | röm.-kath. | Ainring Thundorf                               | 1921 (15. Jh.)    | Saalbau, von 1921, Turm mit Zwiebelhaube 15. und 18. Jahrhundert |
|           |         | St. Andreas                                         | röm.-kath. | Ainring Perach                                 | 1500              | Spätgotische Anlage, um 1500, mit Dachreiter |
|           |         | St. Ulrich                                          | röm.-kath. | Ainring Ulrichshögl                            | 15. Jh.           | Spätgotisch, 15. Jahrhundert, vielleicht über romanischen Bauresten, ausgebaut bis ins 18. Jahrhundert |
|           |         | Mariä Himmelfahrt                                   | röm.-kath. | Anger                                          | 1447              | Spätgotische Anlage, geweiht 1447, Langhaus ursprünglich mit drei Freipfeilern, Barockisierung 1717, doppelte Zwiebelhaube des Turms 1739 |
|           |         | St. Jakobus                                         | röm.-kath. | Anger Aufham                                   | 15. Jh.           | Spätgotisch, 15. Jahrhundert, nördliches Seitenschiff 1930 |
|           |         | Ehem. Stiftskirche St. Peter und Paul               | röm.-kath. | Anger Höglwörth                                | 1675–89           | Saalbau mit Sandsteinportal und Turm mit Zwiebelhaube, nach Plänen von Michael Spinngrueber, 1675–89, unter Einbeziehung des Rechteckchors des romanischen Vorgängerbaus, um 1219 |
|           |         | St. Georg                                           | röm.-kath. | Anger Steinhögl                                | 12.–15. Jh.       | Langhaus romanisch, Chor spätgotisch, Barockisierung der Anlage und Turmbau im 17. Jahrhundert |
|           |         | Wallfahrtskapelle Mariä Opferung                    | röm.-kath. | Anger Vachenlueg                               | 1848              | Neubau 1848 an Stelle der alten Schlosskapelle |
|           |         | Münster St. Zeno                                    | röm.-kath. | Bad Reichenhall                                | 1136–1228         | Ehem. Augustiner-Chorherrenstiftskirche, jetzt Pfarrkirche dreischiffige romanische Basilika mit halbrundem Chorschluss, Baubeginn um 1136, Fertigstellung und Weihe, 1228, nach schweren Brandschäden wiederaufgebaut und Umbau zur gotischen Pfeilerbasilika durch Baumeister Peter Inntzinger, 1518–20, Barockisierung von 1640 im 19. Jh. entfernt |
|           |         | Evangelische Stadtkirche                            | ev.-luth.  | Bad Reichenhall                                | 1877–81           | Neugotisch, mit Spitzturm, von Ludwig Hoffstadt, 1877–1881 errichtet |
|           |         | Brunnhauskapelle St. Rupert „Salinenkapelle“        | röm.-kath. | Bad Reichenhall                                | 1841–51           | überhöht im Hauptbrunnenbau, gleichzeitig, Ausstattung unter anderem von Joseph Schwarzmann |
|           |         | Stadtpfarrkirche St. Nikolaus                       | röm.-kath. | Bad Reichenhall                                | 1188 1861–64      | Dreischiffige romanische Basilika mit Stützenwechsel, nach 1188 erbaut, Emporeneinbau 1515–1522, neuromanische Erneuerung unter Erweiterung des Langhauses nach Westen und Errichtung der Turmfassade 1861–1864 |
|           |         | St. Ägidien                                         | röm.-kath. | Bad Reichenhall                                | 1159 (15. Jh.)    | Einschiffige Anlage, 1159, ausgebaut im 15. Jahrhundert, im Untergeschoss mehrere gewölbte Räume, nach Stadtbrand von 1834 wieder aufgebaut, Turm neu erbaut 1979/80 |
|           |         | Spitalkirche St. Johannes                           | röm.-kath. | Bad Reichenhall                                | 1144 1481         | Einschiffiger romanischer Bau, vor 1144, spätgotischer Ausbau 1481, Inneres barockisiert zweites Viertel 18. Jahrhundert, Erneuerung nach Stadtbrand von 1834 |
|           |         | Wallfahrtskirche St. Pankraz                        | röm.-kath. | Bad Reichenhall Karlstein                      | 1687–89           | Barocker Saalbau mit eingezogenem Chor über älterem Vorgängerbau, von Lorenzo Sciasca, 1687–1689 errichtet |
|           |         | St. Valentin                                        | röm.-kath. | Bad Reichenhall Marzoll                        | 1142 1437         | Langhaus romanisch, 1142, spätgotischer Ausbau 1437, Barockisierung 1744/48 |
|           |         | St. Georg „Nonnner Kircherl“                        | röm.-kath. | Bad Reichenhall Nonn                           | 12.-15-Jh.        | Saalbau mit romanischen und gotischen Langhausmauern aus dem 12. Jahrhundert, Chor spätgotisch aus dem 15. Jahrhundert, barocker Ausbau und Dachreiter von 1751 |
|           |         | St. Nikolaus von der Flüe                           | röm.-kath. | Bayerisch Gmain                                | 1957              | Saalbau mit hochaufragendem Dachreiter |
|           |         | Stiftskirche St. Peter und Johannes                 | röm.-kath. | Berchtesgaden                                  | 12.–13. Jh.       | Ehemalige Augustinerchorrherren-Stiftskirche Im Kern romanischer Bau, zweite Hälfte 12. Jahrhundert, Doppelturmfassade mit Vorhalle, erste Hälfte 13. Jahrhundert, Ausbau zur dreischiffigen spätgotischen Hallenkirche, um 1510, eingezogener frühgotischer Polygonalchor, vor 1303, Erhöhung und Wölbung des dreischiffigen Langhauses zur Hallenkirche durch Christian Intzinger, um 1470, angefügte Sakristei von 1510 aufgestockt und barockisiert um 1710, neuromanischer Umbau und Erneuerung der Türme durch Heinrich Hübsch, 1856–64 |
|           |         | St. Andreas                                         | röm.-kath. | Berchtesgaden                                  | 1397              | Einschiffigiger romanischer Saalbau mit Dreiapsidenchor, Walmdach und Westturm, 1397, Turm um 1500 erhöht, Barockisierung und Glockenhaube 1693/1701 |
|           |         | Christuskirche                                      | ev.-luth.  | Berchtesgaden                                  | 1897–99           | Zentralbau über kreuzförmigem Grundriss aus Rotmarmorquadern mit Kreuzdach und Spitzturm, von August Thiersch, 1897/99 errichtet |
|           |         | Franziskanerkirche Unsere Liebe Frau am Anger       | röm.-kath. | Berchtesgaden                                  | 1488–1519         | Spätgotische zweischiffige Halle mit zwei polygonalen Chorschlüssen und Dachreiter, wohl von Peter Inntzinger, 1488/1519, zwischen beiden Chören eingefügte Marienkapelle mit Dreiseitschluss, 1668/73, nördlicher Fassadenturm 1682 |
|           |         | St. Maria Dorfen „Hilgerkapelle“                    | röm.-kath. | Berchtesgaden Anzenbach                        | 1725              | Barocker Saalbau mit eingezogenem Rechteckchor, Putzgliederung und Chorturm mit Zwiebelhaube, 1725 errichtet |
|           |         | Wallfahrtskirche Maria Gern                         | röm.-kath. | Berchtesgaden Maria Gern                       | 1708–10           | Barocker Saalbau auf ovalem Grundriss mit angefügter Sakristei und Fassadenturm, 1708/10 an Stelle einer Vorgängerkapelle, Turmerhöhung 1723 |
|           |         | St. Maria am Berg                                   | röm.-kath. | Berchtesgaden Metzenleiten                     | 1932              | Neubarocker Saalbau mit polygonalem Chor, Dachreiter mit Zwiebelhaube und Narthex, 1932 errichtet |
|           |         | Hl. Familie                                         | röm.-kath. | Berchtesgaden Oberau                           | 1905–08           | Neubarocker Saalbau mit eingezogenem Polygonalchor, Westapsis, Vorzeichen und angefügter Sakristei sowie südlichem Flankenturm mit Zwiebelhaube, von Franz Rank, 1905/08 errichtet, 1911 geweiht |
|           |         | St. Franziskus                                      | röm.-kath. | Berchtesgaden Resten (Buchenhöhe)              | 1991–92           | |
|           |         | Herz Jesu                                           | röm.-kath. | Bischofswiesen                                 | 1924–26           | langgestreckter neugotischer Saalbau mit eingezogenem Polygonalchor, angefügter Sakristei und seitlichem Fassadenturm mit Zwiebelhaube, von Georg Metzendorf, 1924/26 erbaut |
|           |         | Schöpfungskirche                                    | ev.-luth.  | Bischofswiesen                                 | 1986              | Schlichter Bau, 1986 nach den Plänen des Architekten Professor Georg Küttinger aus München erbaut |
|           |         | Maria Hilf                                          | röm.-kath. | Bischofswiesen Loipl                           | 1799              | langgestreckter Saalbau mit Apsis, turmartigem Vorbau mit Dachreiter und quer angefügter Sakristei, 1799 erbaut |
|           |         | St. Michael                                         | röm.-kath. | Bischofswiesen Strub                           | 1961–62           | |
|           |         | Insulakirche                                        | ev.-luth.  | Bischofswiesen Strub                           | 1951              | Als Teil des Evangelisch-Lutherischen Altenheimes errichtet |
|           |         | St. Johann Nepomuk                                  | röm.-kath. | Bischofswiesen Winkl                           | 1963              | Saalbau mit geradem Chorschluss, Querschiff mit angefügtem Turm mit Haubendach sowie langgestreckter Sakristei, von Clemens Böhm, 1963 errichtet |
|           |         | Stadtpfarrkirche St. Rupert                         | röm.-kath. | Freilassing                                    | 1924–26           | gotisierender Neubau, 1924–1926 von Adolf Muesmann (Dresden), Turm erst 1935 vollendet, Ausstattung 1926–1938 von Josef Eberz |
|           |         | Kreuzkirche                                         | ev.-luth.  | Freilassing                                    | 1956–57           | Quadratischer Bau mit vorgelagertem Glockenturm |
|           |         | Mariä Himmelfahrt                                   | röm.-kath. | Freilassing Salzburghofen                      | 17.–18. Jh.       | erbaut als einschiffige Anlage im 17. Jahrhundert, südliches Seitenschiff 18. Jahrhundert, nördliches um 1840 |
|           |         | St. Peter                                           | röm.-kath. | Freilassing Salzburghofen                      | 1477              | spätgotisch, um 1477, barocker Ausbau 1755 |
|           |         | Stiftskirche Zu Unserer Lieben Frau                 | röm.-kath. | Laufen (Salzach)                               | 1330–40 (12. Jh.) | Pfarrei seit Mitte 12. Jh. nachgewiesen, seit 1621 auch Stiftskirche, Umbau zur gotischen Hallenkirche mit geradem Chorschluss 1330–1340 unter Einbeziehung des Turmunterbaus der romanischen Basilika des 12./13. Jh. wohl durch Baumeister Konrad Schrank, weitere Umgestaltungen im 15. und 17. Jh., Sakristeineubau 1515/16 |
|           |         | Jesuskirche                                         | ev.-luth.  | Laufen (Salzach)                               | 1934–35           | verputzter Saalbau mit Satteldach, flankierender Glockenturm mit Eingangsportal, nach Entwürfen von Hermann Heinrich und Horst Schwabe, 1934/35, an der östlichen Giebelwand Darstellung der „Bergpredigt“, von Walter Röstel, gleichzeitig |
|           |         | Kapuzinerklosterkirche St. Peter                    | röm.-kath. | Laufen (Salzach)                               | 1655–59           | Saalkirche mit zum Schloßplatz abgewalmtem Satteldach und Dachreiter, errichtet ab 1655, Weihe 1659, nach Brand von 1887 wiederaufgebaut |
|           |         | St. Oswald                                          | röm.-kath. | Laufen (Salzach) Leobendorf                    | 1856 (1440)       | Saalbau mit Satteldach, Turm, Orgelempore und Seitenkapellen, neugotisch, von Karl Leimbach, 1866, unter Miteinbeziehung des spätgotischen Chores der Vorgängerkirche 1440, Neubau der Sakristei 1902, Erweiterung nach Norden 1913 |
|           |         | St. Laurentius                                      | röm.-kath. | Laufen (Salzach) Niederheining                 | 15. Jh.           | Saalbau mit Satteldach, Sakristei und Turm mit Spitzhelm, Ende 15. Jahrhundert auf den Fundamenten eines Vorgängerbaus errichtet, 1666 Verlängerung des Langhauses nach Westen |
|           |         | St. Nikolaus                                        | röm.-kath. | Marktschellenberg                              | 1870–71 1521      | neugotischer Saalbau mit eingezogenem Polygonalchor und angeschlossener Sakristei, von Johann Marggraf, 1870/71, Westturm des Vorgängerbaus, 1521 |
|           |         | Wallfahrtskirche Mariä Heimsuchung                  | röm.-kath. | Marktschellenberg (Landschellenberg) Ettenberg | 1723–25 1834      | einschiffiger Bau mit eingezogener Apsis, angefügter zweigeschossiger Sakristei und seitlichen Apsidenkapellen, von Peter Schaffner, 1723/25, neuromanischer Westturm mit Zeltdach von 1834 |
|           |         | Mariä Geburt                                        | röm.-kath. | Piding                                         | 1756–61 (1510)    | Saalkirche mit Satteldach und nicht eingezogenem, dreiseitig geschlossenem Chor, im Kern spätgotisch, Rotmarmorportal mit Maßwerk um 1510, barockisierender Umbau 1756–61, Erweiterung nach Westen und Spitzhelm des Turms 1868; |
|           |         | St. Johannes                                        | röm.-kath. | Piding Kleinhögl                               | 15. Jh.           | Saalkirche mit Satteldach und nicht eingezogenem, fünfseitig geschlossenem Chor, im Kern romanisch, Gewölbe spätgotisch, Westturm mit Zwiebelhaube ab 1731 |
|           |         | St. Laurentius                                      | röm.-kath. | Piding Mauthausen                              | 1200–1500         | Saalkirche mit eingezogenem geradem Chorschluss, unverputzter Kalksteinquaderbau mit hohem, schindelgedecktem Walmdach, im Kern um 1200, Gewölbe um 1500; |
|           |         | St. Sebastian                                       | röm.-kath. | Ramsau bei Berchtesgaden                       | 1512 1697–1700    | Weltbekanntes Fotomotiv erbaut 1512, der breitere Erweiterungsbau 1697, Westturm und Zwiebel 1700 |
|           |         | Zum guten Hirten                                    | ev.-luth.  | Ramsau bei Berchtesgaden (Schwarzeck)          | 1958              | leicht asymmetrisch angeordneter Saalbau mit zum Chor hin ansteigendem First, campanileartigem Dachreiter mit schindelgedecktem Zeltdach, nördlicher Sakristeianbau, nach Plänen von Gustav Gsaenger, 1958 errichtet |
|           |         | Wallfahrtskirche Mariä Himmelfahrt„Maria Kunterweg“ | röm.-kath. | Ramsau bei Berchtesgaden (Taubensee)           | 1731–33           | origineller barocker Bau von 1731/33 mit zwei überkuppelten Apsiden |
|           |         | St. Martin                                          | röm.-kath. | Saaldorf-Surheim Saaldorf                      | 1914–15 15. Jh.   | neubarocker Saalbau, Neubau nach Plänen von Josef Elsner, 1914–15, einbezogener Westturm 2. Hälfte 15. Jahrhundert mit barockem Aufsatz |
|           |         | St. Stephan                                         | röm.-kath. | Saaldorf-Surheim Surheim                       | 1500              | Saalbau mit Satteldach und Westturm, spätgotisch, um 1500, auf romanischer Grundlage, im 17./18. Jahrhundert barock überformt |
|           |         | St. Jakobus major                                   | röm.-kath. | Saaldorf-Surheim Abtsdorf                      | 15. Jh.           | Saalbau mit Dreiseitschluss und neugotischem Dachreiter, zweite Hälfte 15. Jahrhundert, Ausbau im 17. Jahrhundert |
|           |         | St. Nikolaus                                        | röm.-kath. | Saaldorf-Surheim Haberland                     | 15. Jh.           | Saalbau mit Dachreiter, spätgotische Anlage des 15. Jahrhunderts, um 1720 barockisiert |
|           |         | St. Vitus                                           | röm.-kath. | Saaldorf-Surheim Moosen                        | 1518–1761         | Saalbau mit Dachreiter, spätgotischer Chor von 1518, Neubau des Langhauses 1761 |
|           |         | St. Georg                                           | röm.-kath. | Saaldorf-Surheim Sillersdorf                   | 14. Jh.           | Saalbau mit Satteldach und Dachreiter aus dem 14. Jahrhundert |
|           |         | St. Johannes Baptist                                | röm.-kath. | Saaldorf-Surheim Steinbrünning                 | 1497              | Saalbau mit Satteldach und Turm mit barocker Zwiebel, im Kern romanischer Wohnturm, Chor 1497, barockisiert zweite Hälfte 17. Jahrhundert |
|           |         | Maria Hilf                                          | röm.-kath. | Schneizlreuth                                  | 1948–49           | Nach Plänen von Martin Heitzmann auf einer alten Kapelle errichtet |
|           |         | St. Vinzenz                                         | röm.-kath. | Schneizlreuth Weißbach an der Alpenstraße      | 1949–50           | quadratischer Zeltdachbau, Vorhalle nach Westen mit weit heruntergezogenem Dach, eingestellter runder Turm mit Zwiebelhaube, im Osten Sakristeianbau, von Georg Berlinger, 1949/50 im Heimatschutzstil errichtet |
|           |         | Maria Sieben Schmerzen                              | röm.-kath. | Schönau am Königssee Unterschönau              | 1932–33           | Neubau 1932/33, von Georg Buchner, südliches Portal von der ehemaligen Arcokapelle von 1855 übertragen |
|           |         | Hubertuskapelle                                     | ev.-luth.  | Schönau am Königssee Unterschönau              | 1760–61           | Ehem. Kapelle zur Schmerzhaften Muttergottes (Schornkapelle), seit 1957 Evangelisch-Lutherische Kirche Barockbau von 1760/61, mit Ausbauten des 20. Jahrhunderts |
|           |         | Wallfahrtskirche St. Bartholomäus                   | röm.-kath. | Schönau am Königssee St. Bartholomä            | 1697              | Weltbekanntes Ausflugsziel und Fotomotiv originelle barocke Anlage, 1697 neu erbaut, Altarraum und Querschiff der Kirche in Kleeblattform, mit Kuppeldächern und kleinem Zentralturm, am Westende des Langhauses Apsis |
|           |         | Waldkapelle St. Johann und Paul                     | röm.-kath. | Schönau am Königssee St. Bartholomä            | 1617              | nachgotisch, 1617; 950 Meter westlich der Wallfahrtskirche |
|           |         | St. Andreas                                         | röm.-kath. | Teisendorf                                     | 1684–1737         | dreischiffige Barockbau mit eingezogenem Polygonalchor und angefügter zweigeschossiger Sakristei, Neubau auf älterem Kern 1684, westlicher Fassadenturm 1737, teilweise Erneuerung 1815 |
|           |         | St. Anna                                            | röm.-kath. | Teisendorf Dechantshof                         | 1756              | Ehemalige Pfarrhofkapelle des Pfarrhofes von Teisendorf (sog. Dechantshof) kleiner Saalbau mit eingezogenem Polygonalchor, Westseite mit Schweifgiebel und Dachreiter schieferverkleidet, 1756 erbaut |
|           |         | St. Leonhard                                        | röm.-kath. | Teisendorf Holzhausen bei Teisendorf           | 1443              | spätgotischer Saalbau mit leicht eingezogenem Polygonalchor, angefügter Sakristei und Dachreiter, 1443, barocker Ausbau, 17. Jahrhundert und 1715 |
|           |         | St. Johannes der Täufer                             | röm.-kath. | Teisendorf Mehring                             | 1424              | spätgotischer Saalbau mit polygonalem Chorschluss, angefügter Sakristei und Vorzeichen sowie Westturm mit Spitzhelm, 1424 erbaut |
|           |         | St. Ulrich                                          | röm.-kath. | Teisendorf Neukirchen am Teisenberg            | 1424              | spätgotischer Saalbau mit eingezogenem Polygonalchor, angefügter zweigeschossiger Sakristei und Vorzeichen sowie Westturm mit Spitzhelm, 1424, barocker Ausbau im 18. Jahrhundert |
|           |         | St. Georg                                           | röm.-kath. | Teisendorf Oberteisendorf                      | 1952 (1429)       | neugotischer Saalbau mit eingezogenem Chor, westlichem Fassadenturm mit Spitzhelm und angefügter Sakristei mit Treppenzugang, Neubau unter Einbeziehung des Kirchturms von 1429, 1952 errichtet |
|           |         | Mariä Himmelfahrt                                   | röm.-kath. | Teisendorf Weildorf                            | 1429              | spätgotischer Saalbau mit polygonalem Chorschluss, angefügter Sakristei mit Vorhalle und Kapelle sowie Westturm, 1429, Welsche Haube mit Zwiebellaterne 1765 |
|           |         | St. Laurentius                                      | röm.-kath. | Teisendorf Wimmern                             | 1424              | spätgotischer Saalbau mit leicht eingezogenem Polygonalchor und Westturm, 1424, barock überformt und Welsche Haube 18. Jahrhundert |